# Manoir de la Garde
Le manoir de la Garde est situé à Évran en France.

## Localisation
Le Manoir de la Garde est situé sur la commune de Jarnioux, dans le département du Rhône en région Auvergne Rhône-Alpes.

## Description
Le manoir a fait l’objet d'une restauration du logis et de ses parties constituantes. La remise sur piliers forme une aile en retour d’équerre. Elle participe à l'agencement de la cour et se rapproche par sa structure sur piliers à celle du Bot en Saint-Martin-des-Prés ou à la galerie du manoir de Tréhardet dont l'étage en pan de bois a été en partie maintenu. Une autre remise associée à une chapelle se retrouve également au château du Fournet sur la commune de Saint-Judoce et pose ici la question de l'emplacement de la chapelle disparue de la Garde. Un jardin d'esprit médiéval a été créé dans la cour des communs et participe à la mise en valeur du lieu. L'escalier intérieur du logis fait partie des ouvrages d'ébénisterie remarquables par son montage indépendant des maçonneries et ses balustres fines et savantes. L´aile en retour d´équerre sur la cour forme un portique raccordé au logis, certaines des piles de granite ont été remployées à Champsavoy. Les communs proches de l´entrée encadrent un angle de la cour, ils sont bâtis de matériaux mixtes falun et schiste pour les parties basses avec un surhaussement en terre. Les ouvertures avec des linteaux de bois sont plus tardives et correspondent à la période de reconstruction vers la fin du XVIIIe siècle ou le début du XIXe siècle. Le colombier circulaire, avec lanternon pour l´envol des pigeons, conserve l´ensemble de ses trous de boulins et sa structure intérieure avec un échalier en charpente. Parmi les éléments insolites, une vasque à deux bassins est déposée dans la cour du logis, elle a pu servir d´abreuvoir à oiseaux,.

## Historique
Le manoir de la Garde date des XVIe et XVIIe siècles. Il appartient lors de la Réformation de 1513 à Bonabes de Lesquen, sieur de la Sansonnaye. L´origine de la construction du logis actuel n´est pas connue avec certitude, une partie des maçonneries actuelles attestent de son ancienneté et les cheminées de la salle et de la chambre de l'étage remontent au XVIe siècle. La porte d´entrée est surmontée d´un blason d´alliance des familles de la Motte et de l´Escu qui situe la construction dans la première moitié du XVIe siècle. Renée de Lescu épouse Joachim de la Motte, fils de Jacques de la Motte dont la naissance est attestée avant 1507. Le manoir tel qu´il se présente aujourd´hui est amputé d´un tiers de sa façade vraisemblablement à la suite des ravages des guerres de la Ligue qui sévissent sur le territoire. Le journal de François Grignard mentionne en 1589 que sa maison de Champsavoy, proche de la Garde, fut entièrement ravagée par les chevaux légers de Vignancourt qui brûlèrent une partie des bâtiments. Il est possible que le manoir ait subi le même sort, d´où la consolidation d´une partie du logis, l´agrandissement de l´aile arrière et sa transformation en pavillon au cours du XVIIe siècle. Le colombier circulaire a conservé son échalier intérieur, il est probablement refait également à cette période. Les communs qui ferment la cour à l´angle nord est sont reconstruits aux alentours des années 1800 sur des bases anciennes. La famille Rouault de la Vigne est propriétaire du domaine aux XIXe et XXe siècles, Aristide Marie François Rouault de la Vigne ayant épousé, en 1837, Sophie Denis de la Bigotière, l´héritière de la Garde. Les matrices cadastrales de 1845 mentionnent différentes parcelles comme étant le douaire derrière le colombier, le douaire sous le chêne, dote de son épouse. Le portique surmonté d´une pièce en pan de bois, accolé contre le pignon sud, est une création récente des propriétaires actuels. Il remploi des bois exotiques de provenance de voyages divers.
Il est inscrit au à l'inventaire supplémentaire des monuments historiques.